# Myra (båtar)
Myra är en fritidsbåtsmodell som tillverkades i Vestlandet i Norge på 1960- och 1970-talet. 
Båtarna byggdes från början av Myra Plast A/S som startades av Arnfinn Kulø i Kristiansund i mitten på 1950-talet. Ursprungligen var produktionen inriktad på bruks och fiskebåtar, men fritidsbåtsproduktion kom under 1960-talet att bli en allt mer betydande del av verksamheten.
Myra 20 och 21 var enkla snipor som följdes av de större dubbelruffade Myra 23 och 25. Myra båtar har även sålts under namnen Nordfjord och Möring. I dag tillverkas Myra.
I dag tillverkar Follaboats fiksebåtar sk. sharkar under namnet Myra.